# Trẻ mãi không già
Trẻ mãi không già (tiếng România: Tinereţe fără de bătrâneţe) là một bộ phim thần tiên - cổ tích của đạo diễn Elisabeta Bostan, ra mắt lần đầu năm 1968.
Truyện phim dựa theo truyện cổ tích Trẻ mãi không già và sống mãi không chết của các nhà văn Petre Ispirescu và Ion Creangă.

## Diễn viên
- Mircea Breazu... Chàng trai trẻ
- Mihai Paladescu
- Emanoil Petrut
- Margareta Pogonat
- Nicolae Secăreanu
- Nicolae Brancomir
- Eugenia Basanceanu
- Carmen Stănescu... Phù thủy xanh
- Anna Széles... Công chúa tiên
- Ion Tugearu... Hoàng tử nói dối
- George Mottoi
- Zoe Anghel-Stanca
- Corin Constantineschu
- Simona Manda

## Ê-kíp
- Thiết kế sản xuất: Ioana Cantuniari, Liviu Popa
- Phục trang: Nelly Merola